# Bram Castro
Bram Castro (Hasselt, 30 september 1982) is een Belgische doelman die actief is in het betaald voetbal.

## Biografie
Castro sloot zich als achtjarige jongen aan bij het Belgische Kortessem VV. Een jaar later vertrok hij naar RFC de Liège. Hij speelde drie jaar lang voor deze club, wanneer hij naar KSK Tongeren vertrekt. In 1998 kwam Castro terecht bij KRC Genk. Castro kwam niet veel aan spelen toe, en vertrok daarom in 2002 naar Sint-Truidense VV. In zijn derde jaar bij de club uit Sint-Truiden wordt Castro eerste keeper. Hierdoor komt hij in de aandacht te staan van het Nederlandse Roda JC. In zijn eerste jaar komt hij niet aan spelen toe, maar in het tweede jaar speelt hij vijftien wedstrijden. Hij passeert doelman Vladan Kujović in de periode en wordt eerste doelman. In het seizoen daarop is hij, na het vertrek van Kujović, de onbetwiste eerste doelman. Hij mist maar één duel. Door griep mocht de Pool Przemysław Tytoń zijn debuut maken in de Eredivisie.
Op 30 oktober 2007, in de bekerwedstrijd tussen Roda JC en De Graafschap, maakte Castro het eerste doelpunt uit zijn carrière. Toen de ploeg uit Kerkrade in de 94e minuut een hoekschop kreeg, liep Castro naar het zestienmetergebied van De Graafschap, om met een intikker de stand gelijk te trekken, en daarmee een verlenging af te dwingen. In die verlenging wist aanvoerder Marcel Meeuwis een strafschop te benutten, waardoor de Limburgers verder mocht bekeren. Castro werd op de schouders van enkele spelers naar het publiek gedragen en werd door de fans De spits van RJC genoemd.
Nauwelijks vijf maanden later, op 16 maart 2008, wist Castro dit trucje bijna te herhalen, nadat hij bij een hoekschop in de laatste minuut mee naar voren kwam. In een rommelige situatie kwam de bal voor de voeten van de doelman, maar zijn schot werd gekraakt door het onderbeen van teamgenoot Marcel Meeuwis. Daarna schoot Meeuwis de bal er wél in.
Castro vertrok na het seizoen 2009/2010 bij Roda JC. Op 1 oktober 2010 tekende hij een contract tot het einde van het seizoen bij PSV, met de optie om de club in de winterstop eventueel te kunnen verlaten. Bij PSV fungeerde Castro als vierde doelman achter Andreas Isaksson, Cassio Ramos en de jonge Jeroen Zoet. Tijdens de winterstop ruilde hij PSV voor het Belgische Sint-Truidense VV. In mei 2011 verlengde hij zijn contract met drie seizoenen.
Van 2012 tot 2014 stond Castro onder contract bij MVV Maastricht. Op 3 juni 2014 maakte Heracles Almelo bekend dat hij voor twee seizoenen had getekend bij de Almelose club. Het eerste halfjaar moest hij Dennis Telgenkamp voor zich dulden. Na de winterstop won Castro de concurrentiestrijd en werd hij eerste doelman, wat hij de daarop volgende seizoenen bleef. In maart 2018 werd bekend dat Castro in de zomer van dat jaar zal vertrekken bij Heracles.
Op 28 april 2018 tekende hij een tweejarig contract bij KV Mechelen. Hij was hier vooral actief als tweede doelman. Nadat eerste doelman Yannick Thoelen in het seizoen 2019/20 uitviel mocht hij tot de stopzetting van de competitie door de coronapandemie toch in 8 competitiewedstrijden in actie komen. In juni 2020 liep zijn contract af waardoor Castro Mechelen transfervrij verliet.
In augustus 2020 tekende Castro een éénjarig contract bij KV Oostende waar hij de doublure werd van eerste doelman Guillaume Hubert. Nadat bij Hubert covid-19 werd vastgesteld mocht Castro op 16 januari 2021 debuteren voor Oostende in de thuiswedstrijd tegen KV Kortrijk, deze wedstrijd werd winnend afgesloten met 2-1. Ook in de twee daaropvolgende competitiewedstrijden tegen Club Brugge en Royal Antwerp FC stond Castro in doel.

## Clubstatistieken
| Seizoen | Club            | Land               | Competitie         | Competitie | Competitie | Beker | Beker | Supercup | Supercup | Europees | Europees | Totaal | Totaal |
| Seizoen | Club            | Land               | Competitie         | Wed.       | Dlp.       | Wed.  | Dlp.  | Wed.     | Dlp.     | Wed.     | Dlp.     | Wed.   | Dlp.   |
| ------- | --------------- | ------------------ | ------------------ | ---------- | ---------- | ----- | ----- | -------- | -------- | -------- | -------- | ------ | ------ |
| 2000/01 | KRC Genk        | Vlag van België    | Jupiler League     | 0          | 0          | 0     | 0     | 0        | 0        | 0        | 0        | 0      | 0      |
| 2001/02 | KRC Genk        | Vlag van België    | Jupiler League     | 0          | 0          | 0     | 0     | —        | —        | —        | —        | 0      | 0      |
| 2002/03 | STVV            | Vlag van België    | Jupiler League     | 6          | 0          | 0     | 0     | —        | —        | —        | —        | 6      | 0      |
| 2003/04 | STVV            | Vlag van België    | Jupiler League     | 5          | 0          | 1     | 0     | —        | —        | 1        | 0        | 7      | 0      |
| 2004/05 | STVV            | Vlag van België    | Jupiler League     | 16         | 0          | 2     | 0     | —        | —        | —        | —        | 18     | 0      |
| 2005/06 | Roda JC         | Vlag van Nederland | Eredivisie         | 0          | 0          | 0     | 0     | —        | —        | 0        | 0        | 0      | 0      |
| 2006/07 | Roda JC         | Vlag van Nederland | Eredivisie         | 14         | 0          | 0     | 0     | —        | —        | —        | —        | 14     | 0      |
| 2007/08 | Roda JC         | Vlag van Nederland | Eredivisie         | 35         | 0          | 2     | 1     | —        | —        | —        | —        | 37     | 1      |
| 2008/09 | Roda JC         | Vlag van Nederland | Eredivisie         | 39         | 0          | 4     | 0     | —        | —        | —        | —        | 43     | 0      |
| 2009/10 | Roda JC         | Vlag van Nederland | Eredivisie         | 18         | 0          | 2     | 0     | —        | —        | —        | —        | 20     | 0      |
| 2010/11 | PSV Eindhoven   | Vlag van Nederland | Eredivisie         | 0          | 0          | 1     | 0     | —        | —        | 0        | 0        | 1      | 0      |
| 2010/11 | STVV            | Vlag van België    | Jupiler Pro League | 6          | 0          | 0     | 0     | —        | —        | —        | —        | 6      | 0      |
| 2011/12 | STVV            | Vlag van België    | Jupiler Pro League | 7          | 0          | 1     | 0     | —        | —        | —        | —        | 8      | 0      |
| 2012/13 | MVV Maastricht  | Vlag van Nederland | Eerste divisie     | 35         | 0          | 1     | 0     | —        | —        | —        | —        | 36     | 0      |
| 2013/14 | MVV Maastricht  | Vlag van Nederland | Eerste divisie     | 38         | 0          | 3     | 0     | —        | —        | —        | —        | 41     | 0      |
| 2014/15 | Heracles Almelo | Vlag van Nederland | Eredivisie         | 12         | 0          | 0     | 0     | —        | —        | —        | —        | 12     | 0      |
| 2015/16 | Heracles Almelo | Vlag van Nederland | Eredivisie         | 38         | 0          | 2     | 0     | —        | —        | —        | —        | 40     | 0      |
| 2016/17 | Heracles Almelo | Vlag van Nederland | Eredivisie         | 34         | 0          | 3     | 0     | —        | —        | 2        | 0        | 39     | 0      |
| 2017/18 | Heracles Almelo | Vlag van Nederland | Eredivisie         | 34         | 0          | 2     | 0     | —        | —        | —        | —        | 36     | 0      |
| 2018/19 | KV Mechelen     | Vlag van België    | Proximus League    | 3          | 0          | 0     | 0     | —        | —        | —        | —        | 3      | 0      |
| 2019/20 | KV Mechelen     | Vlag van België    | Jupiler Pro League | 8          | 0          | 0     | 0     | 0        | 0        | —        | —        | 8      | 0      |
| 2020/21 | KV Oostende     | Vlag van België    | Jupiler Pro League | 4          | 0          | 0     | 0     | —        | —        | —        | —        | 4      | 0      |
| Totaal  | Totaal          | Totaal             | Totaal             | 352        | 0          | 24    | 1     | 0        | 0        | 3        | 0        | 379    | 1      |

## Palmares
| Competitie               | Aantal      | Jaren       |             |             |
| KV Mechelen              | KV Mechelen | KV Mechelen | KV Mechelen | KV Mechelen |
| ------------------------ | ----------- | ----------- | ----------- | ----------- |
| Nationaal                |             |             |             |             |
| Kampioen Eerste Klasse B | 1x          | 2018/2019   |             |             |
| Beker van België         | 1x          | 2019        |             |             |